# Problema de Gettier
O problema de Gettier é um problema epistemológico que surge ao apresentar contraexemplos  à definição da lógica proposicional do "conhecimento" como "crença verdadeira justificada" (CVJ). O problema  deve  seu nome a um artigo de três páginas, publicado em 1963 por Edmund Gettier, chamado Is Justified True Belief Knowledge? (É a crença verdadeira justificada um conhecimento?), na qual Gettier argumenta que não é necessariamente o caso. Outros filósofos propuseram problemas ligeiramente diferentes, que foram incorporados aos contraexemplos enunciados por Gettier. O conjunto destes problemas é o desafio à  questão que é  conhecer? recebe o nome de o problema de Gettier, conquanto ainda não haja consenso a respeito da solução ao problema geral.

## A noção de crença verdadeira justificada
De acordo com a definição de "conhecimento" como crença verdadeira justificada,  o significado de frases como «João sabe que hoje nevou» pode obter-se com o seguinte conjunto de condição necessária e suficiente|condições necessárias e suficientes:
Um sujeito S sabe que  P se e somente se:
- P é verdadeira

Para que haja conhecimento, é necessário que a crença seja verdadeira.
- S crê que P

A crença pode ser mais ou menos firme, e pode ser expressada ou não, porém deve existir.
- S tem uma teoria da justificação para crer que P é verdadeira

A crença deve estar baseada em algum tipo de apoio (geralmente, evidência ou razoamento). Do contrário, o que fora verdadeiro ou não seria  questão de azar.
Antes da aparição do artigo de Gettier, a validade desta definição tripartida gozava do consenso geral dos epistemólogos. Esta análise é uma análise geral. Podem ser construídas versões mais específicas a partir da definição tripartida, por exemplo, especificando mais os pontos de justificação, crença e verdade.

## Contraexemplos de Gettier
O artigo de Gettier empregou experimentos mentais como contraexemplos para mostrar que há crenças verdadeiras e justificadas e que, portanto, satisfazem à definição tripartida da crença verdadeira justificada— mas isso não parece que se trate de autênticos casos de conhecimento. Segundo Gettier, estes contraexemplos mostram que a definição de conhecimento como crença verdadeira justificada é errônea, e que é necessária análise conceptual distinta para definir o conhecimento. Os problemas de Gettier têm dois pontos em comum. O primeiro é que a justificação é falível. É dizer, justifica de alguma maneira a crença, mas não é conclusiva. O segundo ponto é a interveniente decisiva do azar. Estes dois pontos se combinam de forma que a sorte compensa a debilidade da justificação.

### O trabalho de Smith
O primeiro contraexemplo enunciado por Gettier é o seguinte: Smith pede um trabalho, mas tem a crença justificada de que «Jones conseguirá o trabalho». Também tem a crença justificada de que «Jones tem 10 moedas em seu moedeiro». Portanto, Smith conclui (justificadamente, pela regra de transitividade da identidade) que «o homem que conseguira o trabalho tem dez moedas em seu moedeiro».
Ao final Jones não consegue o trabalho, pois o dão a Smith. Sem embargo, Smith descobre ao abrir seu moedeiro que tem 10 moedas nele. Assim, a crença de que «o homem que conseguira o trabalho tem dez moedas em seu moedeiro» estava justificada e é verdadeira. Mas isso não parece que seja conhecimento.

### Brown em Barcelona
O segundo contraexemplo enunciado por Gettier é: Smith tem a crença justificada de que «Jones possui um Ford». Smith conclui (justificadamente, pela regra de adição) que «Ou Jones possui um Ford, ou Brown está em Barcelona»,  embora Smith não tenha nenhum dado sobre onde Brown se encontra.
Jones não possui um Ford, mas por estranha coincidência, Brown se encontra em Barcelona. De novo, Smith tinha uma crença que era verdadeira e estava justificada, mas não parece que tivesse conhecimento.